# Osturner Alpen
Die Osturner Alpen umfassen Bergmassive zwischen den Kantonen Uri, Glarus und Graubünden. Der höchste Berg ist der Oberalpstock mit 3328 m ü. M.

## Klassifikation SOIUSA
Nach der Gliederung der Alpen gemäss SOIUSA wird die Region als Urner-Glarner Alpen bezeichnet. Sie sind die Untersektion 13.I der SOIUSA-Gebirgsklassifikation.
Benachbarte Alpenregionen sind:
- im Westen die Urner Alpen, getrennt durch die Reuss im Reusstal
- im Norden  die Schwyzer und Urner Voralpen, begrenzt durch Schächental, Bisistal, Starzlen, Pragelpass, Klöntal und Löntsch
- im Osten die Glarner Alpen, getrennt durch Linthal, Sandbach und Val Russein bei Disentis
- im Südwesten die Monte Leone-Sankt Gotthard-Alpen in den Lepontinischen Alpen, begrenzt durch die Oberalpreuss, den Oberalppass und das Vorderrheintal